# 树状数组

根据数组[1, 2, 3, 4, 5]来创建对应的树状数组

树状数组或二元索引树（英語：Binary Indexed Tree，簡稱 BIT），又以其发明者命名为芬威克樹（英語：Fenwick tree），最早由彼得·M·芬威克（Peter M. Fenwick）于1994年以《A New Data Structure for Cumulative Frequency Tables》为题发表在SOFTWARE PRACTICE AND EXPERIENCE。其初衷是解决数据压缩裡的累积频率（Cumulative Frequency）的计算问题，现多用于高效计算数列的前缀和， 区间和。它可以以{\displaystyle O(\log n)}的时间得到任意前缀和{\displaystyle \sum _{i=1}^{j}A[i],1<=j<=N}，并同时支持在{\displaystyle O(\log n)}时间内支持动态单点值的修改。空间复杂度{\displaystyle O(n)}。

## 结构起源
按照彼得·M·芬威克的说法，正如所有的整数都可以表示成2的幂和，我们也可以把一串序列表示成一系列子序列的和。采用这个想法，我们可将一个前缀和划分成多个子序列的和，而划分的方法与数的2的幂和具有极其相似的方式。一方面，子序列的个数是其二进制表示中1的个数，另一方面，子序列代表的f[i]的个数也是2的幂。

## 基本操作

### 预备函数
定义一个lowbit函数，返回参数转为二进制后,最后一个1的位置所代表的数值。
例如，lowbit(34)的返回值将是2；而lowbit(12)返回4；lowbit(8)返回8。
将34转为二进制为(0010 0010)2。这里的“最后一个1”指的是从{\displaystyle 2^{0}}位往前数，见到的第一个1，也就是{\displaystyle 2^{1}}位上的1。
程序上，(~i + 1) & i表明了最后一位1的值。
仍然以34为例，~(0010 0010)的结果是1101 1101（221），加1后为1101 1110（222），把0010 0010与1101 1110作AND，得0000 0010（2）。
lowbit的一个简便求法:（C++）
```
int
 
lowbit
(
int
 
x
)

{

    
return
 
x
&
(
-
x
);

}

```

### 新建
定义一个数组 BIT，用以维护{\displaystyle A}的前缀和，则：{\displaystyle BIT_{i}=\sum _{j=i-lowbit(i)+1}^{i}A_{j}}
具体能用以下方式实现：（C++）
```
void
 
build
()

{
 

    
for
 
(
int
 
i
 
=
 
1
;
 
i
 
<=
 
MAX_N
;
 
i
++
)

    
{

        
BIT
[
i
]
 
+=
 
A
[
i
 
-
 
1
];

        
int
 
j
 
=
 
i
 
+
 
lowbit
(
i
);

        
if
 
(
j
 
<=
 
MAX_N
)
 
{
 

            
BIT
[
j
]
 
+=
 
BIT
[
i
];

        
}

    
}

}

//此地方採用類似動態規劃的方式初始化

```

### 修改
假设现在要将{\displaystyle A[i]}的值增加delta，
那么，需要将{\displaystyle BIT[i]}覆盖的区间包含{\displaystyle A[i]}的值都加上delta，
这个过程可以写成递归，或者普通的循环。
需要计算的次数与数据规模N的二进制位数有关，即这部分的时间复杂度是{\displaystyle O(\log {N})}。
修改函数的C++写法：
```
void
 
edit
(
int
 
i
,
 
int
 
delta
)

{

    
for
 
(
int
 
j
 
=
 
i
;
 
j
 
<=
 
MAX_N
;
 
j
 
+=
 
lowbit
(
j
))

        
BIT
[
j
]
 
+=
 
delta
;

}

```

### 求和
假设我们需要计算{\displaystyle \sum _{i=1}^{k}A_{i}}的值。
1. 首先，将ans初始化为0，将i初始化为k。
2. 将ans的值加上BIT[i]。
3. 将i的值减去lowbit(i)。
4. 重复步骤2～3，直到i的值变为0。

求和函数的C/C++写法：
```
int
 
sum
 
(
int
 
k
)

{

    
int
 
ans
 
=
 
0
;

    
for
 
(
int
 
i
 
=
 
k
;
 
i
 
>
 
0
;
 
i
 
-=
 
lowbit
(
i
))

        
ans
 
+=
 
BIT
[
i
];

    
return
 
ans
;

}

```

### 时空复杂度
- 初始化复杂度最优为：{\displaystyle O(N)}
- 单次询问复杂度：{\displaystyle O(\log N)}，其中N为数组大小
- 单次修改复杂度：{\displaystyle O(\log N)}，其中N为数组大小
- 空间复杂度：{\displaystyle O(N)}

### 扩展
树状数组可以通过维护差分数组来处理区间修改和单点查询。具体地，当我们在 {\displaystyle [l,r]} 增加 {\displaystyle d} 时只需执行 edit(l,d) 和 edit(r+1,-d) 。查询则与单点修改区间查询相似。

## 应用

### 求逆序对数[5]
逆序对数是一个数列中在它前面有比它大的个数。如4312的逆序对数是0+1+2+2=5。
可以先把数列中的数按大小顺序转化成{\displaystyle 1}到{\displaystyle n}的整数（離散化），使得原数列成为一个{\displaystyle 1,2,...,n}的排列{\displaystyle P}，创建一个树状数组，用来记录这样一个数组{\displaystyle A}（下标从1算起）的前缀和：若排列中的数{\displaystyle i}当前已经出现，则{\displaystyle A[i]}的值为{\displaystyle 1}，否则为{\displaystyle 0}。初始时数组{\displaystyle A}的值均为{\displaystyle 0}，从排列中的最後一个数开始遍历，每次在树状数组中查询有多少个数小于当前的数{\displaystyle P[j]}（即用树状数组查询数组{\displaystyle A}目前{\displaystyle P[j]-1}个数的前缀和）并加入计数器，之后对树状数组执行修改数组{\displaystyle A}第{\displaystyle P[j]}个数值加{\displaystyle 1}的操作。